# Шуховская башня (Бухара)
Шу́ховская ба́шня (Bukhara Tower) (узб. Shuxov minorasi) — металлическая гиперболоидная конструкция в историческом центре Бухары (Узбекистан), сооружённая в 1927—1929 годах по проекту В. Г. Шухова на городской площади Регистан, напротив бухарского Арка. Выполняла функцию водонапорной башни. В 1968 году сгорела деревянная обшивка её верхушки и повредился водяной бак, после чего башня утратила свою первоначальную функцию, перестала эксплуатироваться и стала бесхозной. В 1990-х годах, местным бизнесменом к башне был пристроен лифт, а её верхушка переоборудована под ресторан, который закрылся после поломки лифта. Приобрела «вторую жизнь» при участии французских инвестиций в 2018 году. Вновь открылась 24 марта 2019 года под новым названием — Bukhara Tower.
В настоящее время в ней находятся стеклянный лифт, платная наблюдательная площадка с биноклями (на вершине), небольшие рестораны французской кухни (на втором ярусе и у подножия), кафетерий, информационный центр для туристов с небольшим музеем (у подножия).
Архитектурный памятник входит в «Национальный перечень объектов недвижимости материального культурного наследия Узбекистана».